# Loßbruch
Loßbruch este o localitate situată la 6 km și aparține de orașul Detmold, Renania de Nord-Westfalia, Germania. Localități vecine sunt Klüt, Oettern-Bremke și Bentrup.